# Angela Carini
Angela Carini, née le 6 octobre 1998, est une boxeuse italienne. Médaillée d'argent aux Championnats du monde de boxe féminine en 2019, elle concourt maintenant dans la catégorie des poids légers et est connue pour son style de combat en gaucher.

## Biographie

### Origines
Angela Carini nait le 6 octobre 1998 à Naples en Italie. Fille de policiers, elle est aussi officière dans la police italienne et est athlète dans leur division sportive, Fiamme Oro.

### Carrière sportive
Carini  remporte une médaille d'argent aux Championnats du monde de boxe féminine en 2019 dans la catégorie poids super-légers. À Tokyo, elle est battue en huitièmes de finale par Chen Nien-chin dans la division féminine des poids légers aux Jeux olympiques d'été de 2020. 

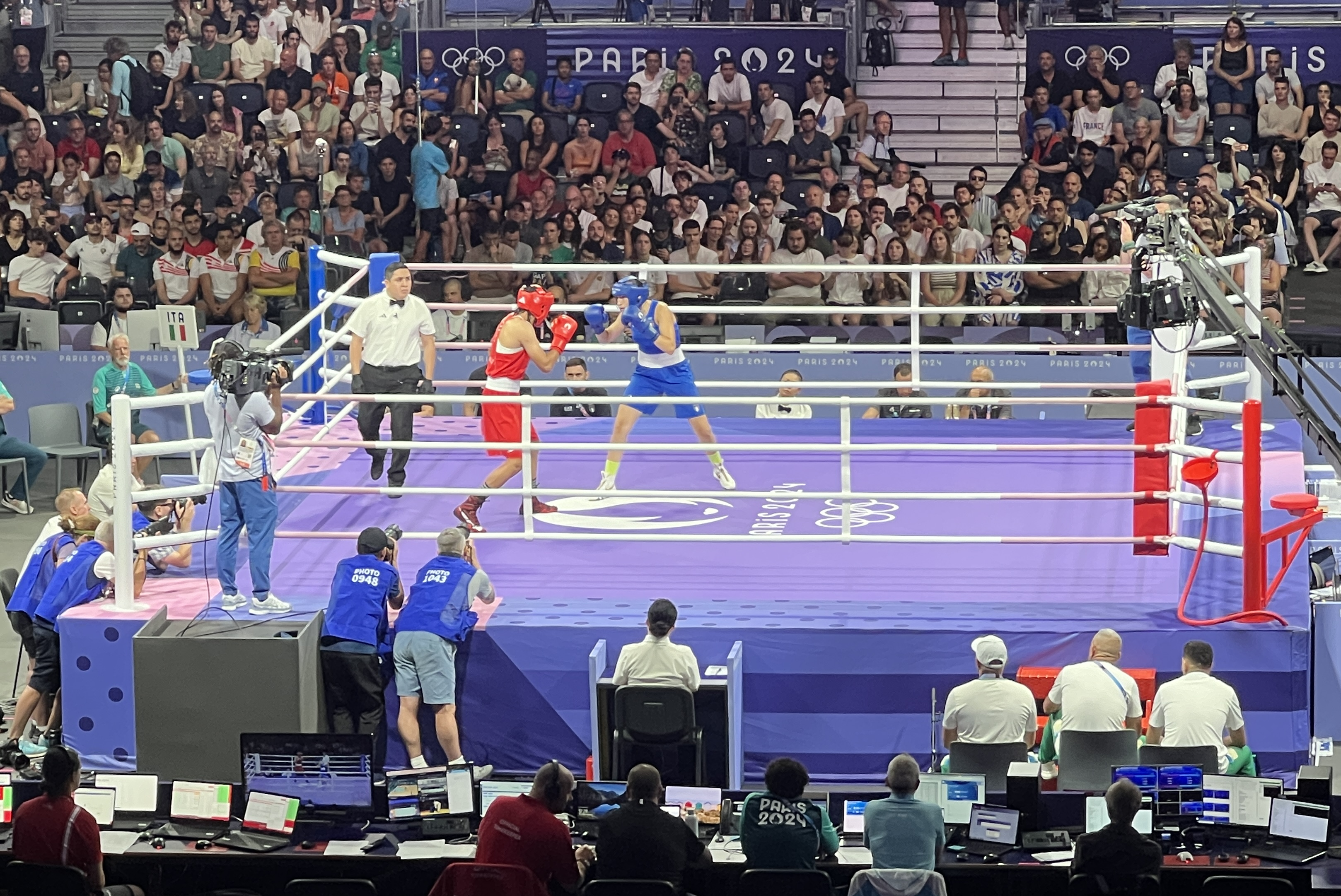
Carini (bleu) et Khelif au combat aux Jeux olympiques d'été de 2024

En août 2024, Carini  combat dans la catégorie féminine des −66 kg aux Jeux olympiques d'été à Paris. Elle affronte la boxeuse algérienne Imane Khelif, dans un combat qui suscite la controverse au sein de la communauté de la boxe. Après avoir reçu un coup de poing au visage, elle se retire du combat à 46 secondes de combat. À la suite de son abandon, la réaction d'Angela Carini conduit à des polémiques sur son adversaire : Khelif se retrouve la cible d'accusations non fondées selon lesquelles elle serait un homme ou une personne transgenre, alimentées par la décision de l'IBA d'exclure Khelif des compétitions féminines en 2023.
L'entraîneur de Carini a par la suite fait part de ses inquiétudes concernant sa sécurité. Il met en avant la controverse entourant la décision du Comité international olympique (CIO) d'autoriser Khelif à concourir. Mark Adams, porte-parole du Comité international olympique, déclare : « Ce sont des femmes dans leur sport, et il est établi dans ce cas que ce sont des femmes ». Le CIO défend sa décision d'autoriser la boxeuse à concourir, qualifiant les actions de l'Association internationale de boxe (IBA) d'arbitraires.
Carini adresse alors un message auprès de Khelif pour s' excuser. Elle assimile sa réaction à la colère sentant ses rêves olympiques partis en fumée tout en précisant n'avoir rien contre Khelif,. Le 3 août 2024, l'IBA la récompense à hauteur de 100 000 dollars, récompense normalement réservée aux boxeurs qui gagnent une médaille d'or,,.
Le président du Comité Olympique d’Italie Giovanni Malagò, a accusé « la Fédération internationale de boxe (IBA) d’avoir tenté de politiser le combat entre Imane Khelif et Angela Carini. ». Selon lui, « Carini aurait été soumise à des pressions de l’IBA pour abandonner son match contre Khelif. »